# Saint-Germain-Langot
Saint-Germain-Langot és un municipi francès situat al departament de Calvados i a la regió de Normandia. L'any 2017 tenia 319 habitants.

## Demografia
El 2007 tenia 294 persones, 104 famílies i 134 habitatges.

## Economia
El 2007 la població en edat de treballar era de 186 persones, 132 eren actives. Hi havia quatre empreses. L'any 2000 hi havia dotze explotacions agrícoles que conreaven un total de 360 hectàrees.